# Rubus vigoi
Rubus vigoi är en rosväxtart som beskrevs av R. Roselló, J.B. Peris, G. Stübing. Rubus vigoi ingår i släktet rubusar, och familjen rosväxter. Inga underarter finns listade i Catalogue of Life.